# Somatolophia monotonaria
Somatolophia monotonaria är en fjärilsart som beskrevs av Dyar 1920. Somatolophia monotonaria ingår i släktet Somatolophia och familjen mätare. Inga underarter finns listade i Catalogue of Life.